# خضارة (حبيش)

تعديل مصدري - تعديل

خضارة محلة تابعة لقرية القبولين، التابعة لعزلة صائر بمديرية حبيش إحدى مديريات محافظة إب في الجمهورية اليمنية، بلغ تعداد سكانها 109 حسب تعداد اليمن لعام 2004.